# Plectranthias ahiahiata
Plectranthias ahiahiata är en fiskart som beskrevs vetenskapligt år 2018 av iktyologerna Alejandro Pérez-Matus (Chile), Bart Shepherd (USA), Hudson T. Pinheiro (Brasilien), Luiz A. Rocha (USA) och Tyler Phelps (USA). Tillsammans med ett stort antal övriga arter ingår den i släktet Plectranthias och familjen havsabborrfiskar.
Artens unika holotyp är 39,95 millimeter lång och insamlades 7 mars 2017 av Bart Shepherd med hjälp av handnät. Detta specimen förvaras vid California Academy of Sciences under beteckningen "CAS 244172 (Field number LAR 2644)".